# 壹智村小真
壹智村小真（日语：／ Ichimura Oma，1977年5月3日—）是一名日本女性聲優，以前所屬オフィスCHK，現為自由身。神奈川縣出身。

## 簡介
2006年7月，和櫻井浩美、淺井晴美一起自行製作網路廣播《studio TeaParty》。在廣播裡的愛稱是或。

## 主要參與作品

### 電視動畫
主要角色以粗體表示
- 小魔女Doremi系列 - 
  - 小魔女Doremi -
- SUPER MODELS -

2001年
- 辣妹當家 - 星野綾
- 幻影天使 -

2003年
- 魔法少年賈修 - 少女
- 成惠的世界 - 朝倉鈴

2004年
- 光之美少女 -

2005年
- 出雲戰記 - 佐久夜
- 光之美少女Max Heart - 愛情精靈、低年級生

2006年
- 童話槍手小紅帽 - 店員
- 數碼寶貝拯救者 - 莉莉娜、
- Happiness! - 式守伊吹
- 忍者少女 -

2007年
- Yes! 光之美少女5 - 夢想學園學生

2008年
- 波菲的漫長旅程 - 湯姆·史密斯
- 戀姬†無雙 - 荀彧

2009年
- 11eyes - 広原 雪子

2010年
- 祝福的鐘聲 - 米莉安

2011年
- 純白交響曲 - 安潔莉娜·菜夏·史威爾

### OVA
- 學校的怪談
- 戀姬†無雙 - 荀彧

### 遊戲
- 11eyes CrossOver - 広原 雪子
- 恋姫†夢想 〜心跳☆滿是少女的三國演義〜 - 荀彧
- 片神名〜喪失的因果律〜 -
- 你的勇者 -
- Tenerezza -
- - 榎理香子
- 心跳魔女神判！ - 御堂菖蒲
- 心跳魔女神判2！ - 惡魔
- Happiness! - 式守伊吹
- 天神亂漫 Happy Go Lucky!! - 木賊朋花
- 戰慄突擊 - アルマ
- マジデスファイト! - キャラ
- 魔女っ娘ア・ラ・モードII 〜魔法と剣のストラグル〜 - ミント・レンティル
- 悠久之櫻 - 芙子

### 線上遊戲
- 桃色大戰ぱいろん（和泉ゆかり）

### DramaCD
- 純白交響曲DramaCD 第三卷 安潔莉娜·菜夏·史威爾

## 外部連結
- （日語）壹智村小真個人網站
- （日語）studio TeaParty（自行製作的網路廣播）
- （日語）壹智村小真Blog （页面存档备份，存于）